# 孔特爾冰川
62°39′04″S 60°21′00″W / 62.65111°S 60.35000°W

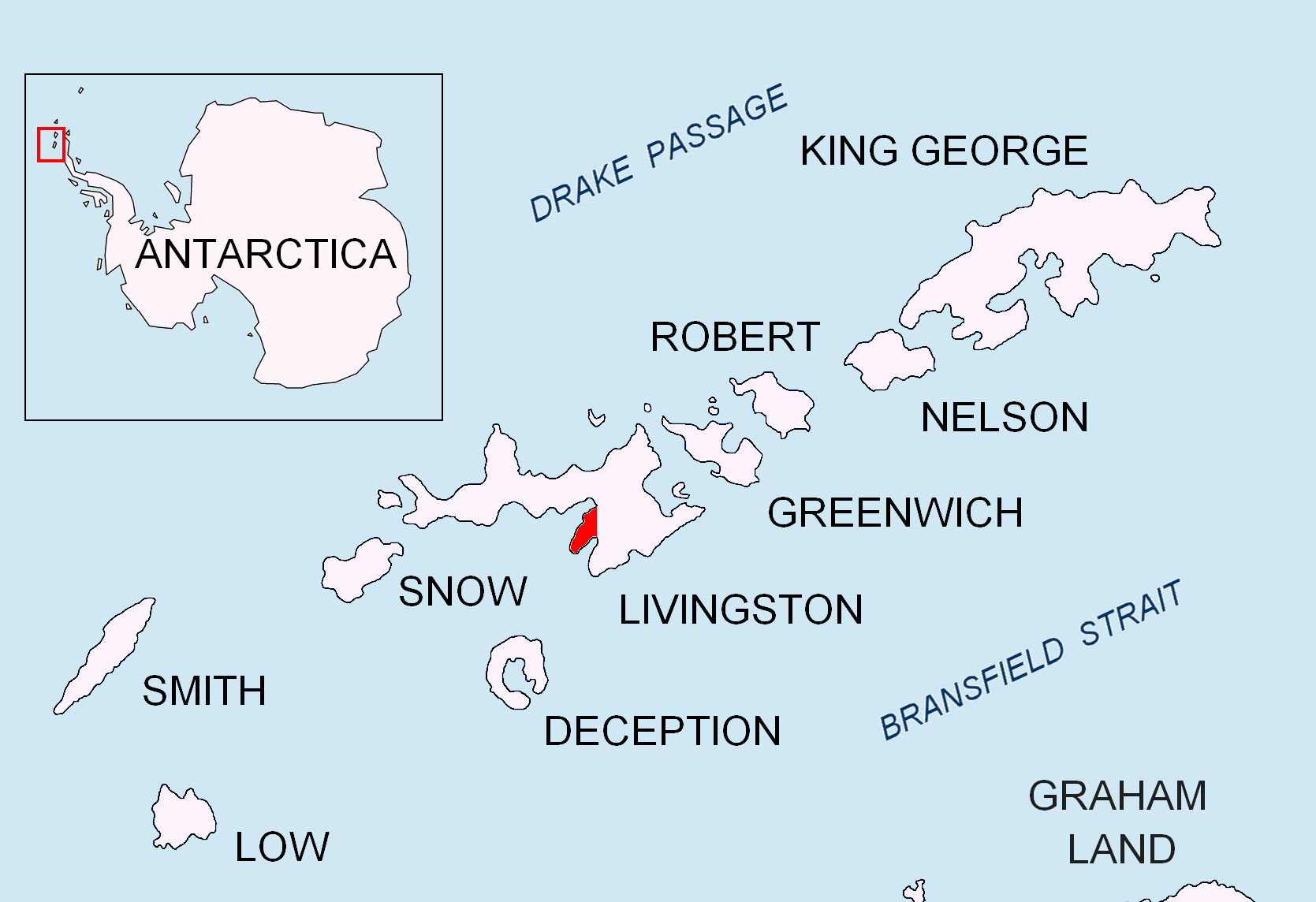

孔特爾冰川是南極洲的冰川，位於南設得蘭群島中利文斯頓島的赫德半島，西北面是大西洋會嶺，南面是查魯雅嶺，最終注入南灣。

## 外部連結
- SCAR Composite Gazetteer of Antarctica（页面存档备份，存于）.